# Aspektverhältnis (Strukturierung)
Als Aspektverhältnis (engl. aspect ratio) bezeichnet man in der Verfahrenstechnik das Verhältnis aus der Tiefe bzw. Höhe einer Struktur zu ihrer (kleinsten) lateralen Ausdehnung. Generell gilt: je größer das Aspektverhältnis und je kleiner die absolute Größe der Struktur, desto schwieriger die Fertigung. Besondere Relevanz hat das Aspektverhältnis in der Mikrotechnologie.
Beispiele:

Aspektverhältnisse (18:9 = 2:1) für eine eingegrabene (oben) und eine erhabene (unten) Struktur

- Wird mit einem 6-mm-Bohrer ein 60 mm tiefes Loch gebohrt, so hat dieses Loch das Aspektverhältnis 10 (:1).
- Wird in einem Ätzverfahren in einem Siliciumwafer ein 40 µm breiter, beliebig langer und 100 µm tiefer Graben erzeugt, so hat dieser Graben das Aspektverhältnis 2,5 (:1). Solche Aspektverhältnisse größer als 1 erfordern den Einsatz von anisotropen Strukturierungsmethoden, beispielsweise das reaktive Ionenätzen (RIE).
- Mit nasschemischem Ätzen, das etwa in der Leiterplattenfertigung in der Elektronikindustrie in großem Umfang angewendet wird, lassen sich durch das isotrope Ätzen nur Strukturen mit Aspektverhältnissen kleiner als 1 herstellen. Leiterbahnen, die aus einer 50 µm dicken Kupferschicht durch Fotolithografie und nasschemisches Ätzen hergestellt werden sollen, müssen deshalb überall einen Abstand von mehr als 50 µm voneinander haben. Bei monokristallinen Substraten, wie beispielsweise Siliciumwafer, können durch anisotropes Ätzen, beispielsweise mit Kalilauge, auch nasschemisch Strukturen mit hohem Aspektverhältnis erzeugt werden.[1][2]